# Kaduo (jezik)
Kaduo jezik (gazhuo, khatu; ISO 639-3: ktp), jezik koji po novijoj klasifikaciji pripada južnim ngwi jezicima s 180 000 govornika u Kini (Bradley 2007), i 5 000 u Laosu (Wurm and Hattori 1981) uz kinesku granicu.
Prema starijoj klasifikaciji jedan od lolo jezika uže skupine akha, podskupine hani, kojim govori oko 10 000 ljudi u Laosu i Kini. Jedan je od dva Bi-Ka jezika (drugi je biyo). U Kini se govori od preko 5 200 ljudi (2000 WCD) u središnjem dijelu južnog Yunnana, u okrugu Tonghai. 
Nije isto što i kado [kdv] i katu [kuf].

## Vanjske poveznice
- Ethnologue (14th)
- Ethnologue (15th)